# Ernobius longicornis
Ernobius longicornis är en skalbaggsart som först beskrevs av Sturm 1837.  Ernobius longicornis ingår i släktet Ernobius, och familjen trägnagare. Arten är reproducerande i Sverige.